# Helluva Boss
Helluva Boss là một series phim hoạt hình chiếu mạng dành cho người lớn, được tạo ra bởi Vivienne Medrano. Phim lấy bối cảnh tại chiều không gian Hellaverse, một chiều không gian lấy ý tưởng từ địa ngục, kể về cuộc hành trình của I.M.P, một công ty hoạt động trong mảng ám sát thuê người trên trần gian. Phim được sản xuất bởi SpindleHorse Toons và có chung vũ trụ với Hazbin Hotel, một series phim có cùng tác giả Vivienne Medrano. Phim được đăng trên kênh YouTube của tác giả Vivienne Medrano, nơi cũng đăng một số phim hoạt hình khác của cô. Tập thử nghiệm của phim ra mắt vào ngày 25/11/2019, và tập đầu tiên ra mắt ngày 31/10/2020. Mùa hai của phim được bắt đầu từ ngày 30/7/2022. Đến ngày 27/3/2023, phim được xác nhận là sẽ có mùa thứ 3 và đang được sản xuất.. Vào ngày 26/4/2024, một phần phim phụ của series tên Helluva Shorts được thông báo và được đăng cùng ngày hôm đó.

## Nội dung
Ở Địa ngục, Imp là giống loài thấp kém bậc nhất trong xã hội. Tuy nhiên, Blitzo (vần ⟨o⟩ không đọc), một chú Imp đã mở một công ty chuyên ám sát, cùng với các nhân viên là Moxxie (thường gọi là Mox), vợ của Mox là Millie và con nuôi của Blitzo, một chú chó địa ngục tên Loona. Với một cuốn sách phép thuật cổ đại của Stolas, một trong những hoàng tử Địa ngục, I.M.P có thể đến được chiều không gian của loài người và thực hiện các nhiệm vụ được khách hàng giao.